# Michael Marrone
Michael Robert Marrone (* 27. Januar 1987 in Adelaide) ist ein australischer Fußballspieler.

## Karriere
Marrone spielte nach dem Besuch des Australian Institutes of Sport zunächst im regionalen Fußball für Kingston City FC in der Victorian Premier League und die Para Hills Knights in der South Australian Super League. Im Sommer 2008 wurde er vom A-League-Klub Adelaide United für die neu geschaffenen National Youth League verpflichtet. Mit dem Jugendteam stand er im Meisterschaftsfinale der Premierensaison (0:2 gegen Sydney FC) und wurde vereinsintern als bester Jugendspieler ausgezeichnet. Nachdem Marrone bereits bei der FIFA-Klub-Weltmeisterschaft 2008 gegen Al-Ahly Kairo erstmals für das Profiteam zum Einsatz gekommen war, gab er am letzten Spieltag der A-League-Saison 2008/09 auch sein Ligadebüt für Adelaide. In der anschließenden Meisterschaftsendrunde kam er noch zu einem weiteren Einsatz, bevor er für die folgende Saison einen Profivertrag unterzeichnete.
Marrone war in der Saison 2009/10 auf der Rechtsverteidigerposition Stammspieler von Adelaide, belegte mit seinem Team aber am Saisonende den letzten Tabellenplatz. Bereits Ende Dezember hatte Marrone einen im Anschluss an die Gruppenphase der AFC Champions League 2010 gültigen Zwei-Jahres-Vertrag beim Ligakonkurrenten North Queensland Fury unterzeichnet, dieser verlor allerdings nach einem Besitzerwechsel bei North Queensland seine Gültigkeit. Marrone wechselte stattdessen zum neu gegründeten A-League-Klub Melbourne Heart.
Marrone gehörte 2006 zum australischen Aufgebot bei der U-19-Asienmeisterschaft, kam aber während des Turnierverlaufs, als durch eine 1:2-Niederlage im Viertelfinale gegen Südkorea die Qualifikation für die Junioren-Fußballweltmeisterschaft 2007 verpasst wurde, nicht zum Einsatz. Im Februar 2010 berief Nationaltrainer Pim Verbeek Marrone für die Vorbereitung auf das Asienmeisterschafts-Qualifikationsspiel gegen Indonesien erstmals in die australische A-Nationalmannschaft. Zu seinem Debüt kam er schließlich am 7. Dezember 2012 in einem Qualifikationsspiel für die Ostasienmeisterschaft 2013 gegen Guam, als er mit einem Treffer zum 9:0-Sieg beitrug.